# Linda Smith
Linda Smith (Erith, 29 januari 1958 - 27 februari 2006) was een Britse stand-upcomedian en comedyschrijfster. Ze werkte veel voor BBC Radio 4, en werd in 2002 door de luisteraars verkozen tot "Wittiest Living Person".

## Carrière
Smith ging naar school op Erith College (tegenwoordig Bexley College) en werd toegelaten aan de Universiteit van Sheffield, waar ze afstudeerde in de studies Engels en Drama. Ze sloot zich aan bij een professioneel theatergezelschap en richtte zich op komedie. In 1987 won ze de New London Comic Award (nu Hackney Empire New Act of the Year) en trad op tijdens de Edinburgh Fringe, voordat ze overstapte naar de radio. Haar eerste optreden op een nationale radiozender was The Treatment van BBC Radio 5, in 1997. Vervolgens was ze vast panellid bij de programma's The News Quiz en Just a Minute, en ze verscheen regelmatig bij I'm Sorry I Haven't a Clue, Have I Got News for You, Mock the Week, Countdown en QI. Ze schreef de sitcom Linda Smith's A Brief History of Timewasting, waarin ze zelf ook de hoofdrol speelde.
In 2002 werd ze verkozen tot "Wittiest Living Person" door de luisteraars van het BBC Radio 4-programma Word of Mouth. Bij The News Quiz maakte ze vaak grappen over Richard Littlejohns catchphrase "to hell in a handcart". Nadat ze verscheen in het programma Devout Sceptics ('toegewijde sceptici') om haar geloofsovertuigingen te bespreken, werd ze door de British Humanist Association gevraagd om voorzitter te worden, een rol waar ze zich voor inzette tussen 2004 en haar dood in 2006.

## Ziekte en dood
Op 27 februari 2006 stierf Smith op 48-jarige leeftijd aan eierstokkanker. Voordat ze stierf besliste ze dat ze een humanistische uitvaart wilde. Haar herdenkingsdienst in het Theatre Royal in Stratford op 10 maart werd opgedragen aan de BHA.
Haar werk en haar leven werden geëerd tijdens de BAFTA-uitreiking van 2006. De eerste aflevering van de serie Dawn French's Girls Who Do Comedy werd opgedragen aan Smith.
Op 14 mei werd er in het Lyceum Theatre in Sheffield een avond aan Smith opgedragen, die de titel In Praise of an English Radical meekreeg. Op 4 juni werd een soortgelijke avond met de titel Tippy Top: An Evening of Linda Smith's Favourite Things gehouden in het Victoria Palace Theatre in Londen. In augustus van dat jaar bracht Andy Hamilton hommage aan Smith op BBC Radio 4 met Linda Smith: A Modern Radio Star. In november werd een bloemlezing van Smiths werk op cd en in boekvorm uitgebracht onder de titel "I Think the Nurses Are Stealing My Clothes: The Very Best of Linda Smith" ('Volgens mij stelen de zusters mijn kleren: Het Allerbeste van Linda Smith'). Een radioprogramma met dezelfde titel werd op 10 november 2006 uitgezonden op BBC Radio 4.